# Cerastium aleuticum
Cerastium aleuticum är en nejlikväxtart som beskrevs av Hulten. Cerastium aleuticum ingår i släktet arvar, och familjen nejlikväxter. Inga underarter finns listade i Catalogue of Life.